# Asociación de Trabajadores del Campo
La Asociación de Trabajadores del Campo (ATC) es la organización gremial de trabajadores agropecuarios de Nicaragua. Con representación en todos los departamentos del país y más de 47.000 miembros la ATC se encarga de defender los derechos de los trabajadores del campo.

## Historia

### 1975 - 1979
Para los años 1975 la ATC tuvo sus antecedentes en los Comités de Trabajadores del campo CTC , que en los departamentos de Carazo Masaya y Managua, principalmente en Las Sabanitas, Las Parcelas, El Arenal, San Gregorio, Pío 12, Vista Alegre, San José del Monte redondo, El Cacao; Las movilizaciones por las libertades públicas y los derechos agrarios fueron fogueando a los obreros y campesinos vinculados los estudiantes y pobladores de las ciudades, como ocurrió durante la manifestación efectuada el 24 de diciembre del 77, en que los obreros del campo y de la ciudad marcharon juntos por las calles de la capital exigiendo sus principales derechos.
En 1975 Edgardo García, se une a los dirigentes agrarios de Chinandega,  Chichigalpa, Jorge Mora y Carlos Centeno, Pedro Perez,José Cantillano ( Chepelolo ) ., de Jalapa José María Sarantes, Máximo Zeledón, Víctor Gaona y así nace la Asociación de Trabajadores del Campo.
Para 1979, en las tareas de la insurrección contra la dictadura de Somoza, la ATC estaba presente en 5 departamentos, siendo estos: Carazo, Masaya, Chinandega, Managua y Nueva Segovia. Con la libertad de organización conquistada por la Revolución Popular Sandinista pasó a organizarse en 14 departamentos incluyendo al departamento Zelaya en la Costa Caribe de Nicaragua. Para los días 21 y 22 de diciembre de 1979 se celebra la primera Asamblea constitutiva y legal de la ATC.
La ATC participó activamente en la insurrección popular, contra la dictadura de Somoza.

### 1979 - 1990
Inicia reivindicando los derechos laborales de los obreros y obreras agrícolas.
Para ampliar sus reivindicaciones de propiedad, y contribuir a un régimen de economía mixta, se desprendió de ésta, un segmento de cuadros que fundó la UNAG, en 1981.
Fue organización referente en la articulación de las fuerzas fundamentales de defensa y promoción de la Revolución Popular Sandinista.

### 1990 - 2006
Promovió la organización gremial de productoras y productores agropecuarios, a través de UNAPA para combinar de manera flexible distintas formas de organización de la producción en rubros esenciales para la economía nacional, haciendo de la asociatividad y la autogestión los principios básicos para lograr un eficiente y sostenible aprovechamiento individual y colectivo de los recursos productivos.
Tiene reconocimiento oficial ante la OIT.
Promueve el Mutualismo para establecer comunidades saludables y la Red Nacional de Promotores en Salud y Medioambiente Laboral (RESMAL).
Mantiene relaciones con 270 organizaciones internacionales.
Miembro activo de la Coordinadora Latinoamericana de Organizaciones del campo y de la Vía Campesina
Miembro de la Unión Internacional de Trabajadores de la Alimentación, Agrícolas, Hoteles, Restaurantes, Tabaco y Afines (UITA)
Miembro fundador de la Coordinadora Centroamericana de Trabajadores/as (COCENTRA) y su Comité Femenino.
Miembro del Comité de Mujeres Sindicalistas de Nicaragua.
Creación del Sistema Financiero Nacional Alternativo (SIFINA), constituido por una red de servicios financieros no bancarios integrada por cooperativas de ahorro y crédito, cooperativas de producción agropecuaria, empresas asociativas y pequeños/as y medianos/as productores/as individuales, en proceso de consolidación.

### 2006 - actualidad
Actualmente, la ATC mantiene su presencia activa en la vida económica, social y política de Nicaragua: 47,441 mil afiliados y afiliadas, distribuidos en 14 federaciones departamentales de la región del Pacífico y Central del país, constituyen una fuerza importante para el impulso de la reconstrucción y el desarrollo de la nación, de los cuales 29,120 son hombres y 18,321 son mujeres.

## Sectores integrantes
- Sindicatos
- Cooperativas
- Movimiento de Mujeres del Campo MMC
- Movimiento Juvenil del Campo MJC
- Mutuas del Campo
- Comité Comárcales
- REPSMAL (Red de Educadores y Promotores del Medioambiente Laboral)
- Escuelas de Formación, político ideológica, sindical y gremial

## Misión
Contribuir a mejorar el nivel de vida de los y las trabajadores (as) del campo y similares en la defensa de sus derechos, intereses y oportunidades, a través de la afiliación y el acompañamiento y fortalecimiento organizacional de sus sindicatos, cooperativas, federaciones y confederaciones.